# Svetlana Klyuchnikova
Svetlana Klyuchnikova est une joueuse kazakhe de rugby à XV, née le 27 juin 1984, de 1,64 m pour 60 kg, occupant le poste d'arrière (no 15).

## Palmarès
Elle est internationale et évolue avec l'équipe du Kazakhstan au plus haut niveau. Elle a participé à la Coupe du monde de rugby à XV féminine 2006